# Deshaies
Deshaies – gmina w Gwadelupie (Departament zamorski Francji); 4322 mieszkańców (2007)